# The Marcels
The Marcels foi uma banda de doo-wop conhecida por transformar clássicas canções pop americanas em rock and roll. O grupo foi formado em 1959 em Pittsburgh, Pennsylvania, por Cornelius Harp, Fred Johnson, Gene Bricker, Ron Mundy e Richard Knauss. Obtiveram grande êxito em 1961 com sua versão elétrica da balada romântica "Blue Moon". A gravação vendeu mais de um milhão de cópias, sendo premiada com um disco de ouro.

## Discografia

### Singles
- 1961 "Blue Moon" / "Goodbye To Love"
- 1961 "Summertime" / "Teeter - Totter Love"
- 1961 "You Are My Sunshine" / "Find Another Fool"
- 1961 "Heartaches" / "My Love For You"
- 1961 "Merry Twist-mas" / "Don't Cry For Me This Christmas"
- 1962 "My Melancholy Baby" / "Really Need Your Love"
- 1962 "Footprints In The Sand" / "Twistin' Fever"
- 1962 "Flowerpot" / "Hold On"
- 1962 "Friendly Loans" / "Loved Her The Whole Week Through"
- 1962 "Alright, Okay, You Win" / "Lollipop Baby"
- 1963 "That Old Black Magic" / "Don't Turn Your Back On Me"
- 1963 "Give Me Back Your Love" / "I Wanna Be The Leader"
- 1963 "One Last Kiss" / "Teeter - Totter Love"
- 1963 "One Last Kiss" / "You've Got To Be Sincere"

### Álbuns
- 1961 Blue Moon

1. "Blue Moon"
2. "Goodbye To Love"
3. "Sweet Was The Wine"
4. "Peace Of Mind"
5. "A Fallen Tear"
6. "Over The Rainbow"
7. "I'll Be Forever Loving You"
8. "Two People In The World"
9. "Most Of All"
10. "Teeter Totter Love"
11. "Sunday Kind Of Love"
12. "Crazy Bells"

- 1963 That Old Black Magic And 12 Other Great Songs

1. "Just Because"
2. "Taint Nobody's Biz-ness If I Do"
3. "Heartaches"
4. "I'm Walking Through Heaven With You"
5. "Trouble in Mind"
6. "Ooh Look A There Ain't She Pretty"
7. "That Old Black Magic"
8. "Please Come Back"
9. "You Always Hurt The One You Love"
10. "Did You Ever"
11. "My Bucket's Got A Hole In It"
12. "Sway"
13. "The Wayward Wind Twist"